# COX-3
La COX-3 è, in ordine di scoperta, l'ultima delle forme isoenzimatiche della prostaglandina-endoperossido sintasi, insieme alle altre forme note, COX-1 e COX-2.

## Storia
Essendo stata scoperta recentemente, nel 2002, ancora non si conosce molto riguardo alla sua produzione ed ai suoi effetti biologici. Sembra infatti che essa venga codificata dallo stesso gene che codifica per la COX-1 ma l'mRNA subisce uno splicing alternativo.
La scoperta è avvenuta riflettendo sul fatto che il modello della COX-1/COX-2 non era in grado di spiegare appieno la risposta febbrile ed infiammatoria. Il modello COX-1/COX-2 infatti non riusciva a spiegare l'attività analgesica ed antipiretica del paracetamolo. Il gruppo di ricercatori guidato da Daniel Simmons, lo stesso che scoprì nel 1991 la COX-2, ipotizzò che potesse esistere una variante della COX-1 che agisse a livello del sistema nervoso centrale e che potesse spiegare l'effetto del paracetamolo e di molecole correlate.

## Significato clinico
La COX-3 è molto espressa a livello dell'ipotalamo il quale regola la temperatura corporea anche in caso di febbre. La COX-3, essendo espressa dall’ipotalamo, agisce anche sulla via del dolore e in base alla sua relativa formula di struttura si potrebbero progettare alternativi farmaci antipiretici e antidolorifici. Ecco perché una sostanza come il Paracetamolo (Tachipirina, Efferalgan, Zerinol) funge soprattutto da antipiretico e, secondariamente, da antidolorifico, mentre è quasi priva di efficacia antinfiammatoria.

### Riviste
- S. Li, W. Dou; Y. Tang; S. Goorha; LR. Ballou; CM. Blatteis, Acetaminophen: antipyretic or hypothermic in mice? In either case, PGHS-1b (COX-3) is irrelevant., in Prostaglandins Other Lipid Mediat, vol. 85, n. 3-4, Mar 2008,  pp. 89-99, DOI:10.1016/j.prostaglandins.2007.10.007, PMID 18083054.
- C. Sobolewski, C. Cerella; M. Dicato; L. Ghibelli; M. Diederich, The role of cyclooxygenase-2 in cell proliferation and cell death in human malignancies., in Int J Cell Biol, vol. 2010, 2010,  p. 215158, DOI:10.1155/2010/215158, PMID 20339581.
- B. Hinz, O. Cheremina; K. Brune, Acetaminophen (paracetamol) is a selective cyclooxygenase-2 inhibitor in man., in FASEB J, vol. 22, n. 2, Feb 2008,  pp. 383-90, DOI:10.1096/fj.07-8506com, PMID 17884974.
- F. Burdan, A. Chałas; J. Szumiło, [Cyclooxygenase and prostanoids--biological implications]., in Postepy Hig Med Dosw (Online), vol. 60, 2006,  pp. 129-41, PMID 16552393.
- B. Kis, JA. Snipes; DW. Busija, Acetaminophen and the cyclooxygenase-3 puzzle: sorting out facts, fictions, and uncertainties., in J Pharmacol Exp Ther, vol. 315, n. 1, Oct 2005,  pp. 1-7, DOI:10.1124/jpet.105.085431, PMID 15879007.
- RM. Rezende, DS. França; GB. Menezes; WG. dos Reis; YS. Bakhle; JN. Francischi, Different mechanisms underlie the analgesic actions of paracetamol and dipyrone in a rat model of inflammatory pain., in Br J Pharmacol, vol. 153, n. 4, Feb 2008,  pp. 760-8, DOI:10.1038/sj.bjp.0707630, PMID 18157167.